# Steven Meechan
Steven Meechan (Glasgow, 30 maart 1991) is een Schotse voetballer (middenvelder) die sinds 2008 voor de Schotse eersteklasser Motherwell FC uitkomt. In 2010 werd hij even verhuurd aan Albion Rovers FC.